# Erbaluce di Caluso
L'Erbaluce di Caluso est un vin italien de la région Piémont doté d'une appellation DOC depuis le 16 juillet 1974. Seuls ont droit à la DOC les vins blancs récoltés à l'intérieur de l'aire de production définie par le décret. Les vignobles autorisés se situent en province de Turin, province de Verceil et en province de Biella dans les communes de Caluso, Agliè, Azeglio, Bairo, Barone Canavese, Bollengo, Borgomasino, Burolo, Candia Canavese, Caravino, Cossano Canavese, Cuceglio, Ivrée, Maglione, Mazzè, Mercenasco, Montalenghe, Orio Canavese, Romano Canavese, Palazzo Canavese, Parella, Perosa Canavese, Piverone, Scarmagno, Settimo Rottaro, San Giorgio Canavese, San Martino Canavese, Strambino, Vestignè, Vialfrè, Villareggia, Vische, Moncrivello, Roppolo, Viverone et Zimone.  
Les vignobles se situent sur des croupes des nombreuses moraines  proche d’Ivrée  dans la région du  Canavais (Canavese en Italie).
Voir aussi les appellations Erbaluce di Caluso passito, Erbaluce di Caluso passito liquoroso et Erbaluce di Caluso spumante.

## Caractéristiques organoleptiques
- couleur: jaune paille
- odeur: vineux, fin, caractéristique
- saveur: sèche, frais.

L'Erbaluce di Caluso se déguste à une temperature de 9 à 11 °C. A boire jeune

## Production
Province, saison, volume en hectolitres :
- Biella  (1995/96)  253,63
- Biella  (1996/97)  760,82
- Torino  (1990/91)  4392,2
- Torino  (1991/92)  4809,96
- Torino  (1992/93)  5384,49
- Torino  (1993/94)  3435,01
- Torino  (1994/95)  5017,31
- Torino  (1995/96)  2573,13
- Torino  (1996/97)  4935,45
- Vercelli  (1990/91)  205,5
- Vercelli  (1991/92)  283,02
- Vercelli  (1992/93)  373,59
- Vercelli  (1993/94)  237,36
- Vercelli  (1994/95)  385,39